# Enoplognatha mediterranea
Enoplognatha mediterranea es una especie de araña araneomorfa del género Enoplognatha, familia Theridiidae. Fue descrita científicamente por Levy & Amitai en 1981.
Habita en Turquía, Chipre e Israel.